# Лисичанський державний гірничо-індустріальний коледж
Лисичанський державний гірничо-індустріальний коледж — вищий навчальний заклад першого рівня акредитації в місті Лисичанськ Луганської області. Один із найдавніших навчальних закладів України. Підпорядковується Міністерству освіти і науки України.
Згорів від російського обстрілу 6 червня 2022 року.

## Історія
Історія Лисичанського гірничого технікуму бере свій початок з 1872 року, коли імператор Російської імперії Александр II затвердив «Положення про Лисичанську штейгерську школу». Метою відкриття штейгерської школи була «підготовка штейгерів, тобто майстрів рудничної справи для кам'яновугільної промисловості». Школи розпочала роботу з 1 вересня 1973 року. Вона розташовувалася в одноповерховому будинку, збудованому в першій половині ХІХ століття.
Завдяки клопотанню інспектора школи Д. В. Данчіча в 1880 році для потреб школи відокремили ділянку землі в кількості семи десятин між Лисичою балкою та Гельмерсеновим яром для влаштування штольні завглибшки 6-7 сажень, де проходили практичні заняття з гірничої справи.
Проходка штольні здійснювалася силами учнів та лисичанських робітників. Штольня почала діяти 1881 року. Учні школи перших, других та третіх курсів двічі на тиждень працювали в штольні.
У 1892—1893 роках у селищі Лисичанськ жив і працював російський геолог та громадський діяч Л. І. Лутугін. Він читав лекції у штейгерській школі, а 1913 року написав роботу «Геологічні дослідження в районі селища Лисичанськ».
У 1888 році, з метою вивчення розвитку вугільної та соляної промисловості і підготовки спеціалістів-гірників, у Лисичанській штейгерській школі побував російський вчений Д. Менделєєв.
|                                                | Лисичанська штейгерська школа дає саме той клас практичних діячів, яких загалом мало випускають наші навчальні заклади |
| — Дмитро Менделєєв, журнал «Сѣверный вѣстникъ» | |

24 травня 1916 року Лисичанську штейгерську школу перейменували в Лисичанське гірниче училище, а з 1923 року — присвоєно звання «Жовтневої революції».
З початком Другої світової війни та окупацією міста технікум не працював, будівля була зруйнована. Відновлення закладу почалося у вересні 1943 року і тривало до 1945 року. А у квітні 1946 року Лисичанському гірничому технікуму виділили кошти на будівництво нового навчального корпусу (1948—1953).
У 1953 році відкриття нової будови технікуму на проспекті Леніна (нині Перемоги), 136. На 4 відділеннях навчалося майже 2000 учнів, педагогічний колектив налічував 90 викладачів.
21 вересня 1973 року, у зв'язку зі 100-річчям за заслуги в підготовці фахівців для народного господарства, Лисичанський гірничий технікум нагородили Орденом Трудового Червоного Прапора.
У 1976 році Лисичанський гірничий технікум посів перше місце черед технікумів Міністерства вугільної промисловості СРСР з організації навчання.
У 1980-1990-х роках з'явилися нові спеціальності («Прикладна екологія», «Економіка підприємства», «Обслуговування та ремонт автомобілів і двигунів» тощо) та бази для навчання студентів цих спеціальностей, відкрите заочне відділення.

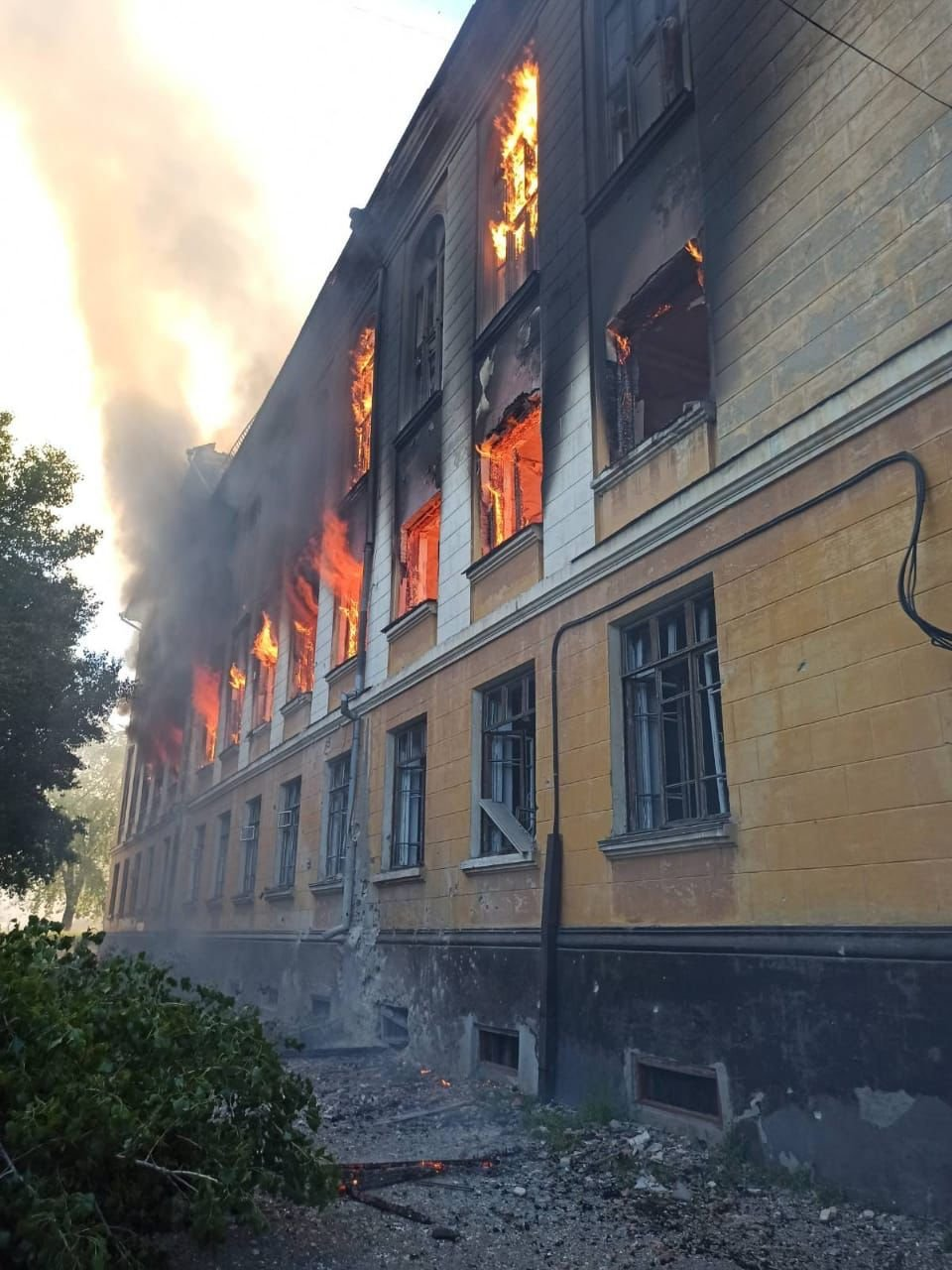
Пожежа після обстрілу 6 червня 2022

У 2016 році Лисичанський ордена Трудового Червоного прапора гірничий технікум перейменували на Лисичанський державний гірничо-індустріальний коледж.
6 червня 2022 року коледж згорів внаслідок російських обстрілів.

## Спеціальності
- Буріння свердловин
- Економіка підприємства
- Експлуатація та ремонт гірничого електромеханічного обладнання та автоматичних пристроїв
- Маркшейдерська справа
- Обслуговування та ремонт автомобілів і двигунів
- Пошук та розвідка геологічними методами
- Прикладна екологія
- Підземна розробка корисних копалин

## Керівники навчального закладу
- Данчіч Д. В. — інспектор школи у 1880
- Мінєнко І. І. — директор (1940-ві)
- Мордвінов П. С. — директор (1944—1974)
- Гвадзабія М. М. — директор (1974—1981)
- Богдан Ф. В. — директор (1981—1996)
- Лотов С. І. — директор (1996-?)
- Тихонов Володимир Олександрович
- Брикова Віра Вікторівна

## Галерея

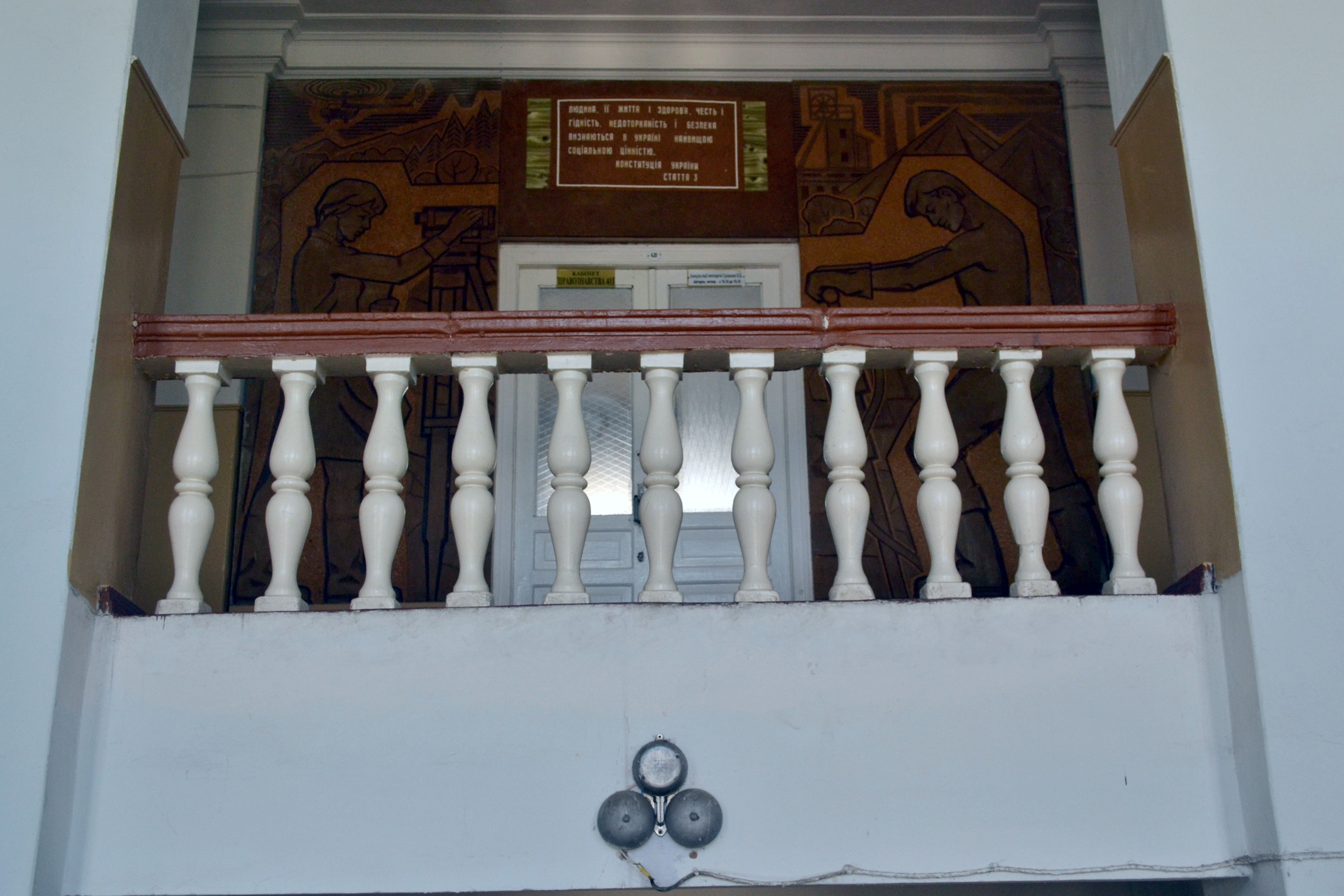
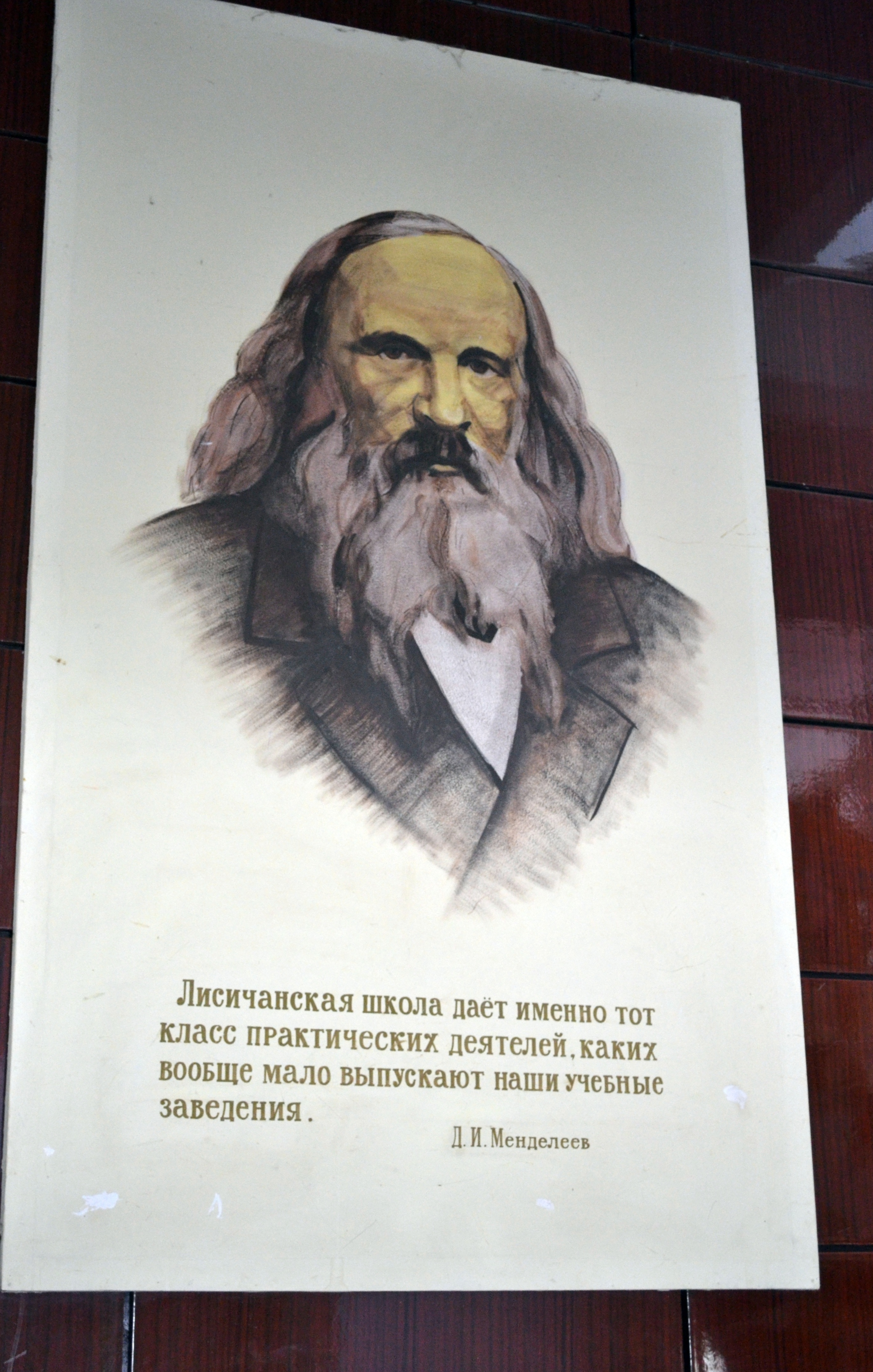
центральний вхід
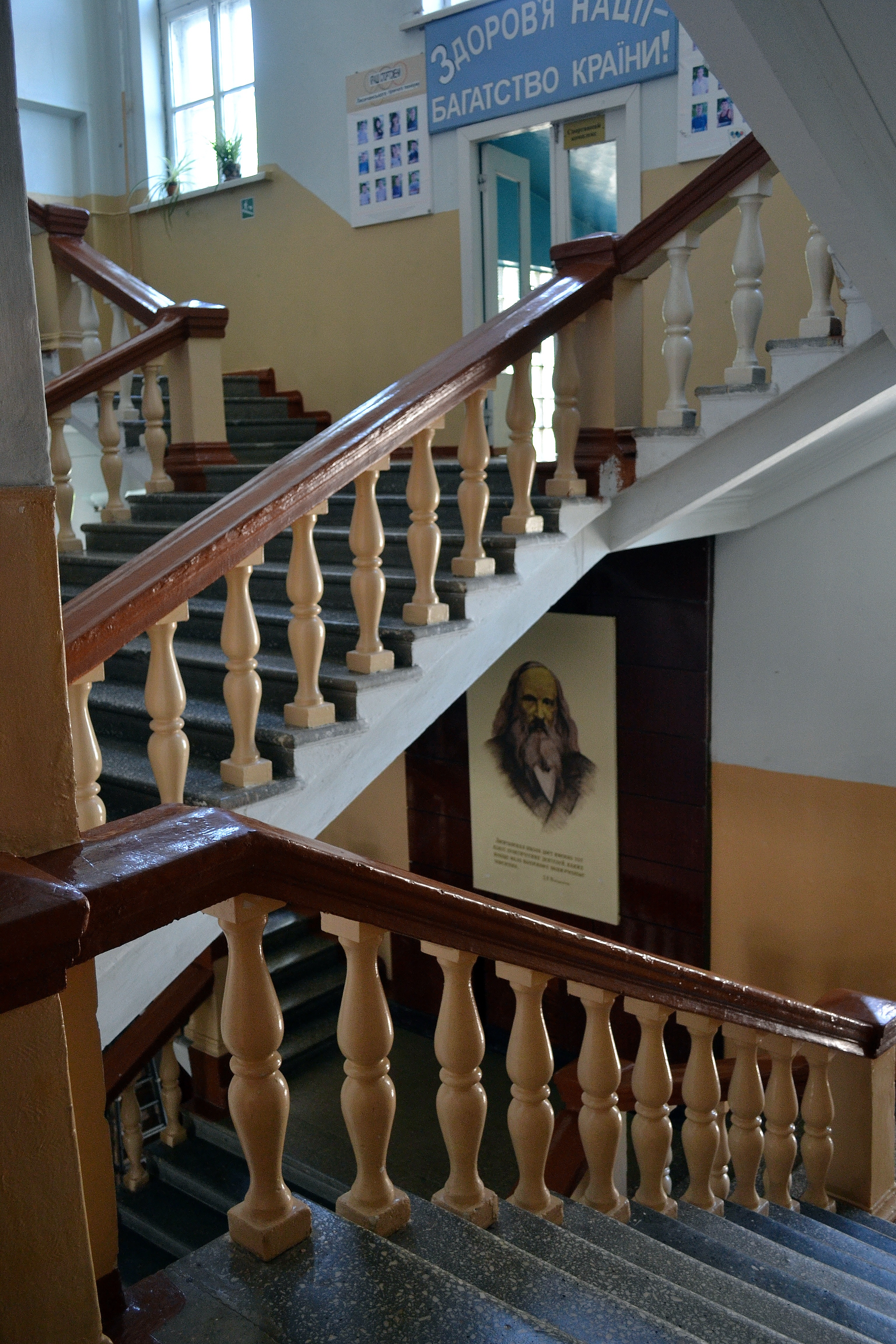
центральний вхід
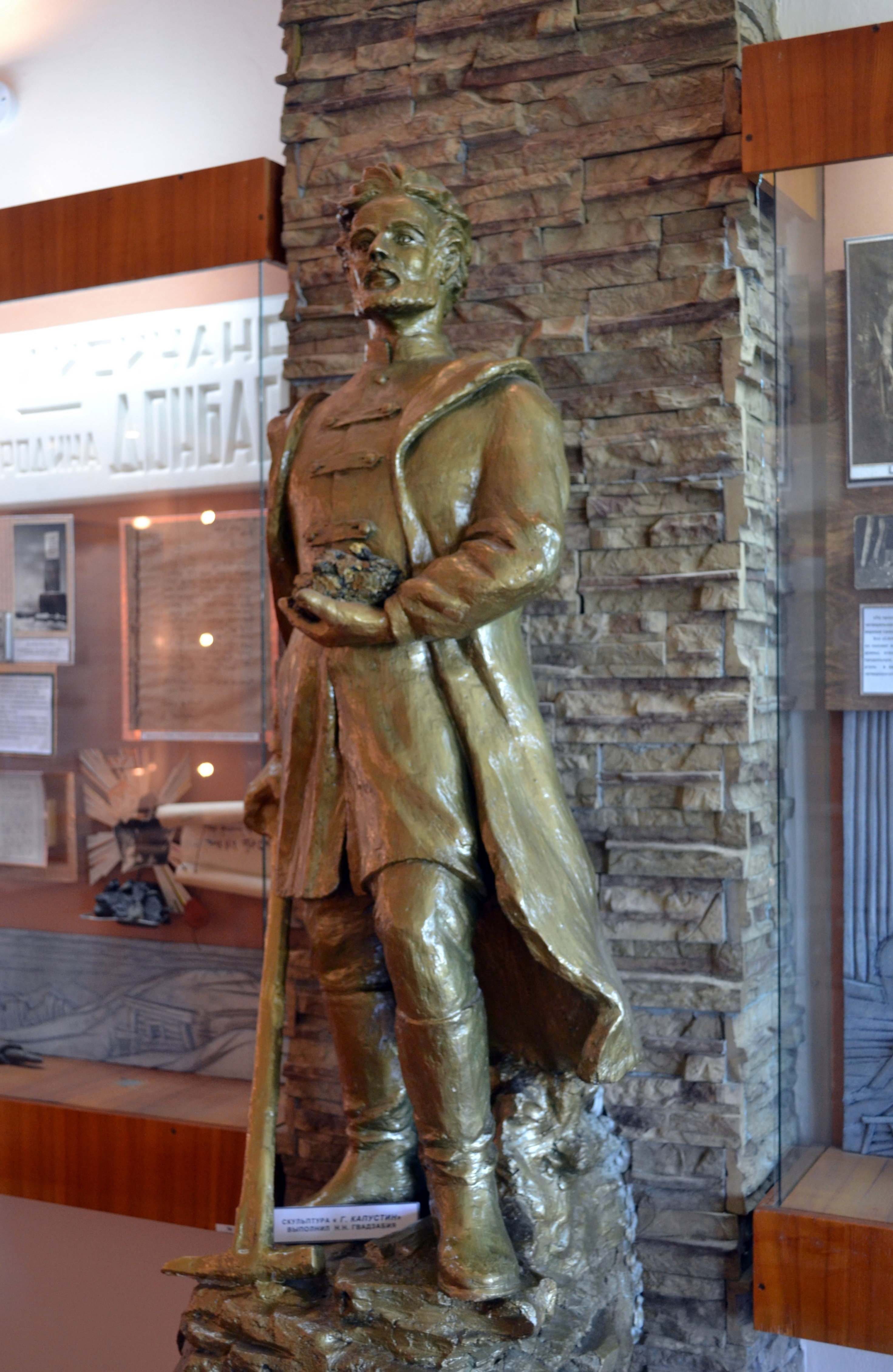
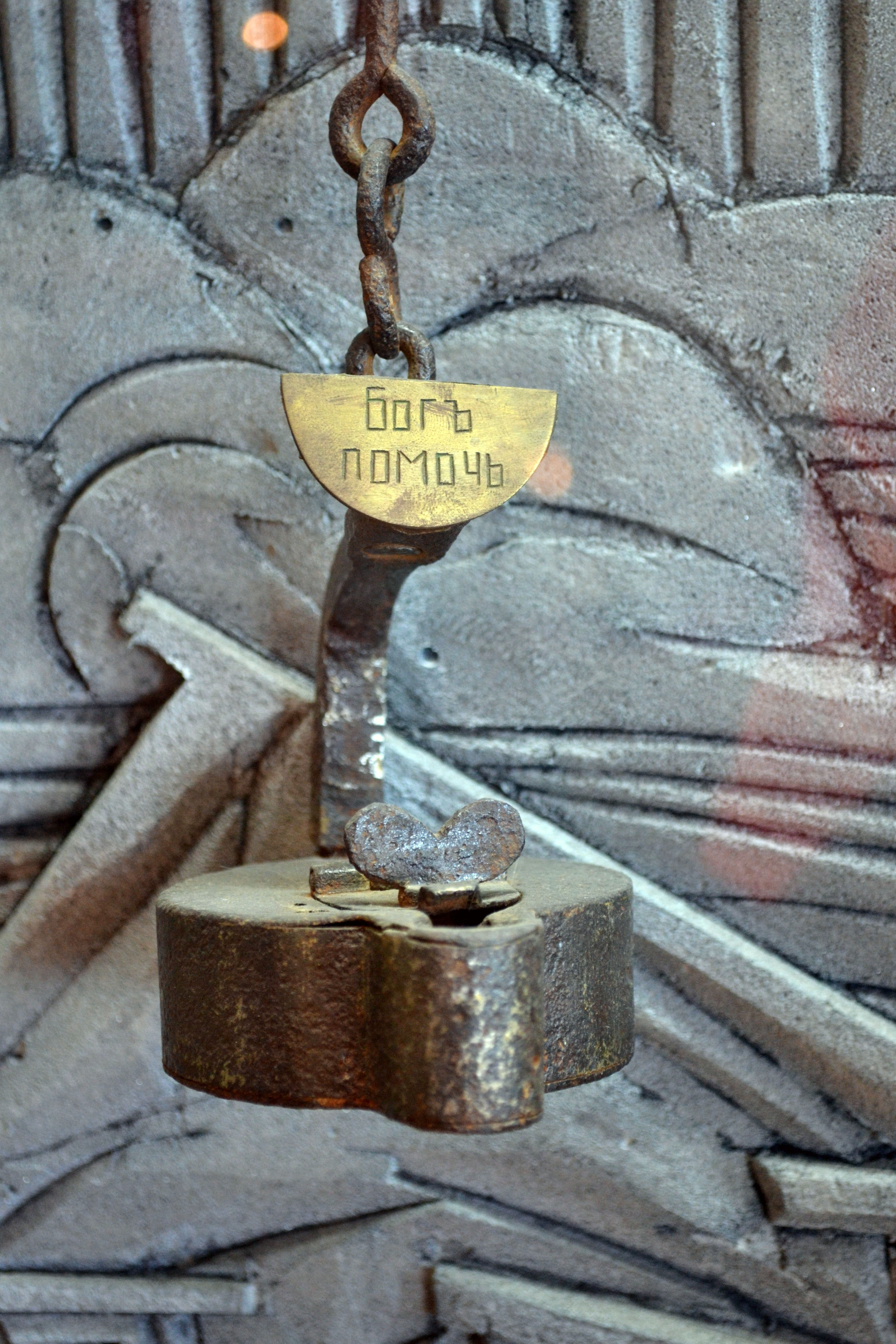
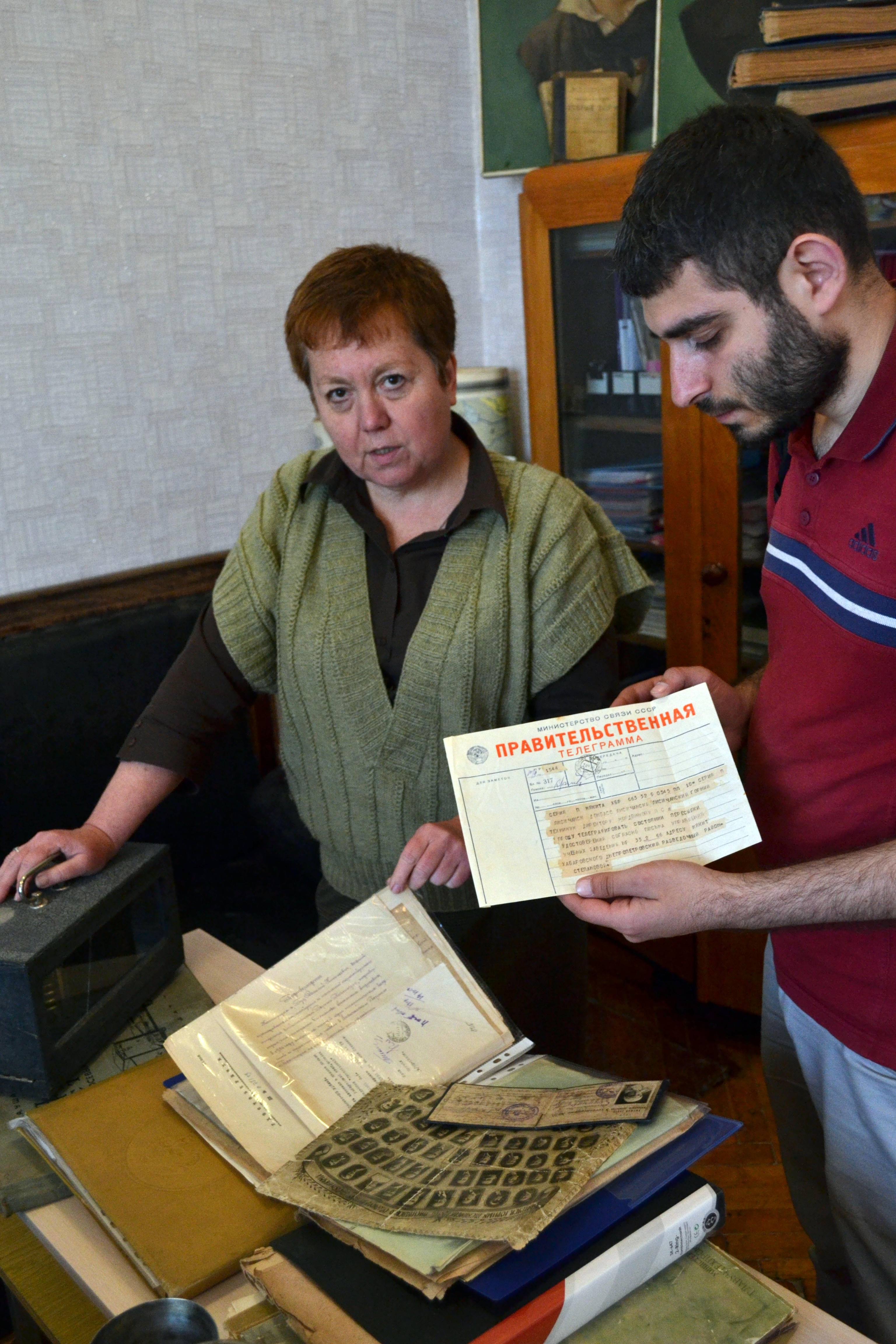
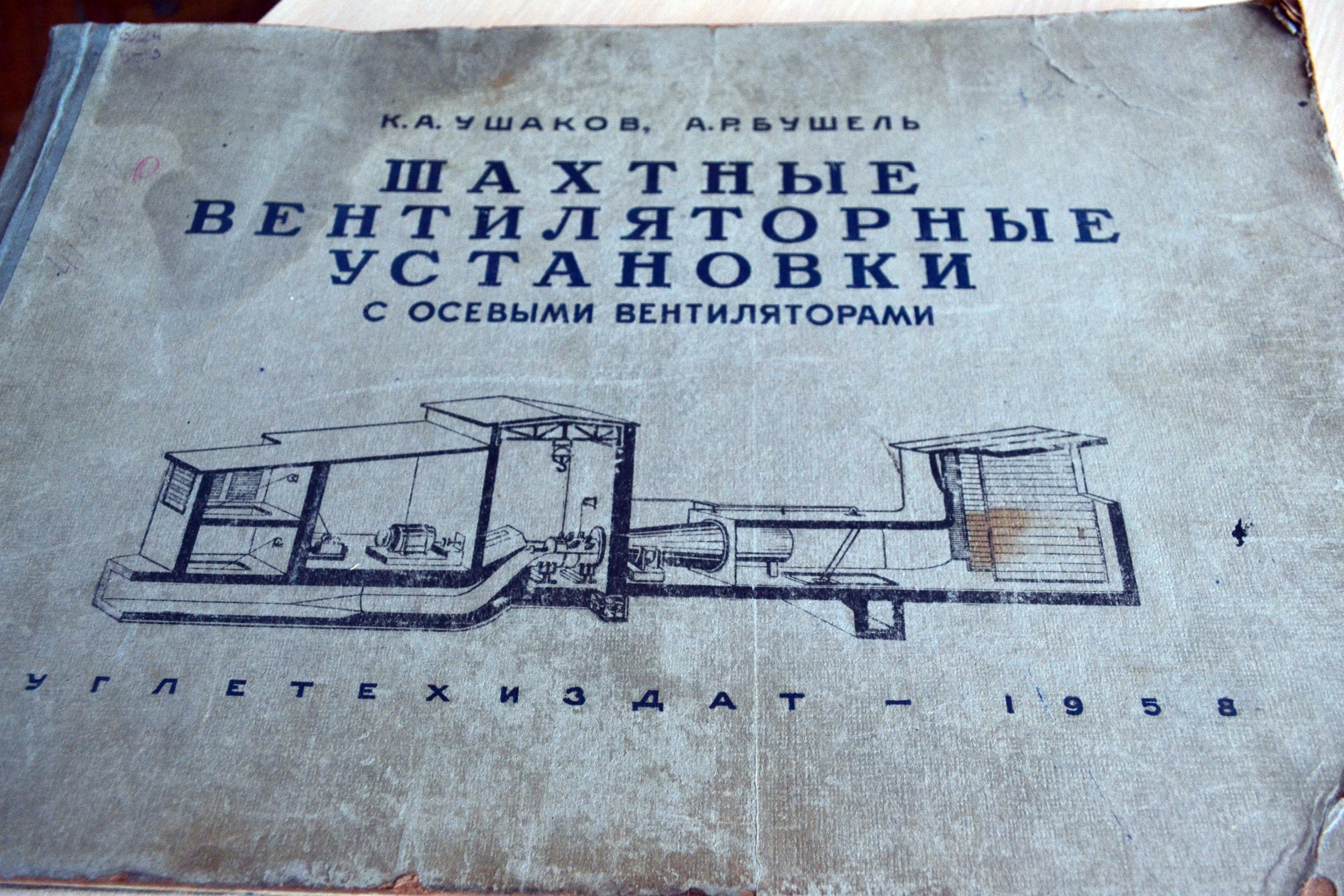
книга
Меморіальна дошка
Меморіальна дошка
демонтована
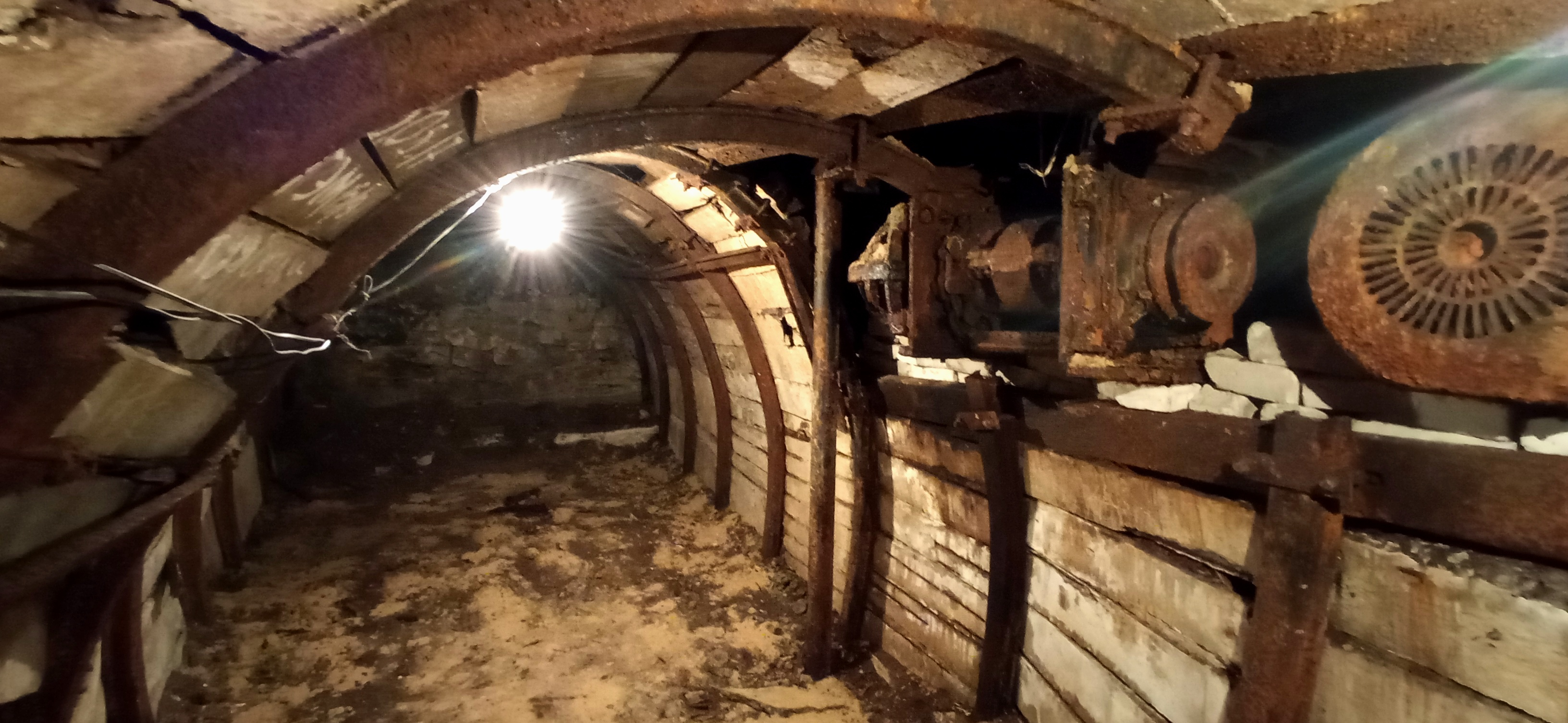
Учбова шахта
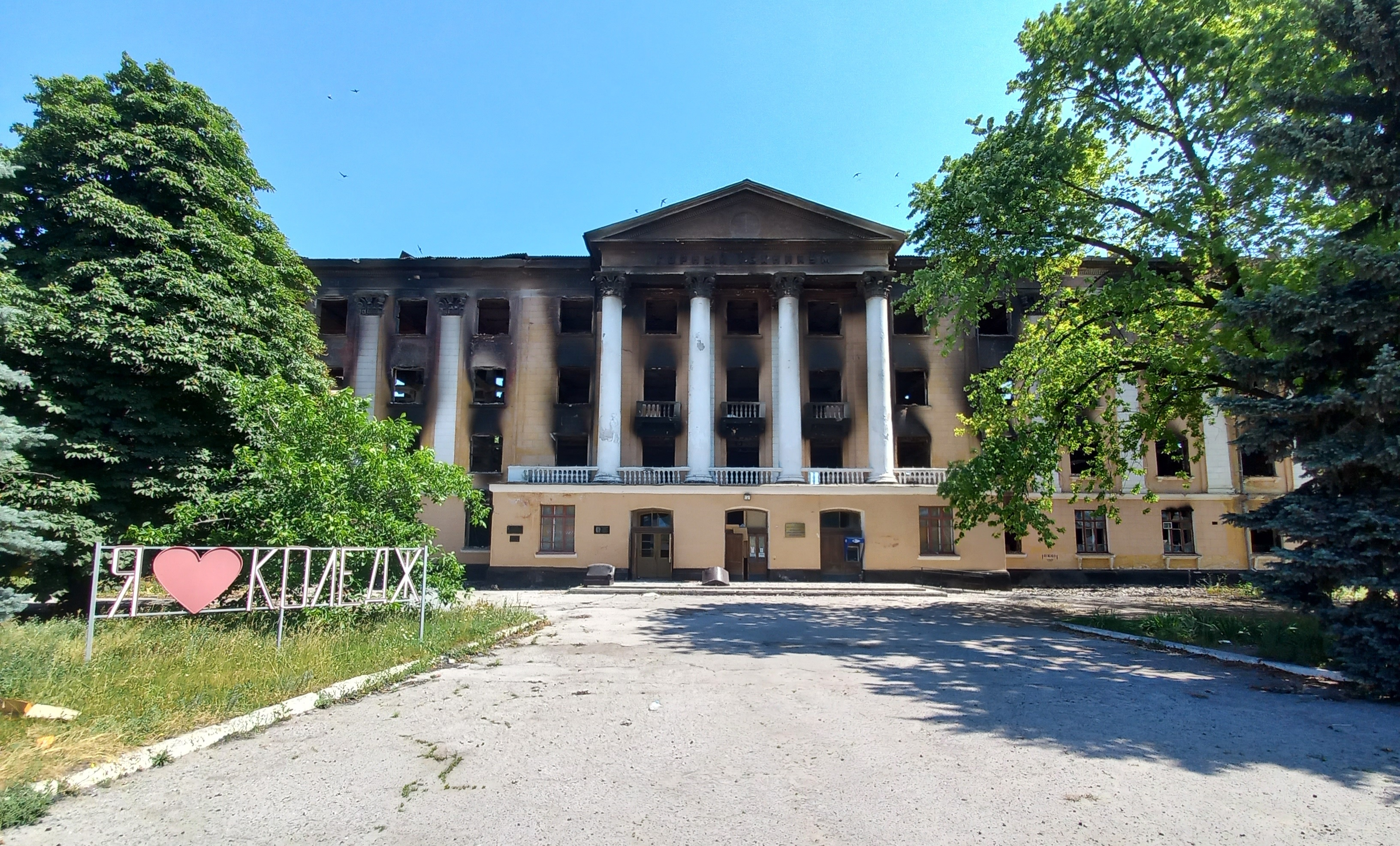
Коледж після пожежі внаслідок обстрілу 6 червня 2022